# Leukerbeek
De Leukerbeek is een beek die voornamelijk in de gemeente Weert loopt en ongeveer 8 km lang is.
De beek loopt aanvankelijk in zuidwestelijke richting en doorstroomt achtereenvolgens de Roeventerpeel, de Kootspeel en de Moeselpeel. Dan vervolgt ze haar weg in oostelijke richting, waar de Noodbeek en Dijkerpeel in de beek uitmonden. De beek loopt noordelijk langs Swartbroek om, vlak voor het Kanaal Wessem-Nederweert, in de Tungelroyse Beek uit te monden.